# Pelagonok
A pelagonok (ógörögül πελαγόνες, pelagonesz) ókori pelaszg eredetű nép Makedónia Paionia tartományában. Eredetileg az Axiosz völgyében éltek. Később nyugatra, az Erigón felé vonultak, amelynek vidékét ezután Pelagoniának (Πελαγονία) nevezték, itt a lünkészták szomszédai lettek. Fővárosuk, szintén Pelagonia, talán a mai Monasztir lehetett. Titus Livius közlése szerint egy másik pelagon város is létezett az Olümposz nyugati oldalán, a thesszáliai Titarésziosz (vagy Xeriasz) felső völgyében. Nagy Sándor korától a makedón uralkodók alattvalói voltak.